# HK MP5
Heckler & Koch MP5 (Maschinenpistole 5 — пистолет-пулемёт, модель № 5) — семейство пистолетов-пулемётов, разработанных немецким производителем стрелкового оружия, фирмой Heckler & Koch (HK) в 1960-х годах на основе HK G3.

## История
Пистолет-пулемёт MP5 был впервые представлен фирмой Heckler & Koch в 1966 году под названием HK54. Это название было выбрано согласно старой системе нумерации моделей фирмы: число «5» определяло оружие как пистолет-пулемёт, а число «4» определяло, что пистолет-пулемёт создан под патрон 9×19 мм Парабеллум. Современное название он получил после того, как в середине 1966 года правительство ФРГ приняло его на вооружение полиции и пограничной службы как Maschinenpistole 5 или сокращённо MP5. Благодаря использованию пистолета-пулемёта немецким контртеррористическим отрядом GSG 9, который являлся частью пограничной службы, аналогичные специальные подразделения других западных стран получили возможность ознакомиться с его характеристиками.
Для расширения области возможных применений пистолетов-пулемётов были созданы различные ответвления: малокалиберное личное оружие самообороны (англ. Personal Defense Weapon (PDW)), например HK MP7 и компактные карабины такие как G36C — укороченный вариант автомата HK G36 и XM8, также основанный на G36. Фирма Heckler & Koch начала замещение линейки MP5 более дешёвой моделью HK UMP, которая доступна в вариантах под патроны .45 ACP, .40 S&W и 9×19 мм Парабеллум. Однако, поскольку UMP использует более простую автоматику со свободным затвором, он не может быть достойным конкурентом MP5 для требовательных стрелков.

## Конструкция
Автоматика MP5 действует по принципу полусвободного роликового затвора, стрельба ведётся с закрытого затвора. Ударно-спусковой механизм куркового типа обеспечивает стрельбу в автоматическом и одиночном режиме. Предохранитель одновременно является переводчиком режима огня. Его рычаг расположен возле рукоятки управления огнём с левой стороны. При постановке на предохранитель блокируется спусковой крючок и курок, что обеспечивает безопасность в обращении с оружием.
Замедление движения затвора осуществляется роликами, одновременно играющими роль ускорителя затворной рамы. Такая конструкция позволила снизить отдачу и повысить кучность стрельбы. Прицел барабанного типа, диоптрический или открытый (выбирается поворотом барабана целика).

## Достоинства
- Длина ствола в 225 мм гарантирует максимальный переход энергии пороха на разгон пули (дульная энергия около 650 Дж), при этом значительно ослабляя дульное пламя.
- Низкая отдача по сравнению с оружием со свободным затвором.
- Высокая точность одиночного огня за счет стрельбы с закрытого затвора.
- Рукоятка имеет удачные наклон и форму, позволяя надёжно удерживать оружие. Размещение флажка предохранителя и режима огня вблизи неё позволяет удобно его переключать, не ослабляя хватку рукояти.
- Малые габариты, компактность.
- Возможность использования прицелов различных типов, глушителя и тактического фонаря расширяет возможности оружия.
- Фосфатированное покрытие деталей делает оружие устойчивым к неблагоприятным внешним условиям.
- ПП легко разбирается для чистки и смазки.
- Добротная, прочная конструкция.

## Недостатки
- Себестоимость производства MP5 выше, чем пистолета-пулемёта со свободным затвором.
- Средняя надёжность, обусловленная слабой чувствительностью к загрязнению.
- Необходим тщательный выбор патронов, оружие не рекомендуется заряжать патронами с экспансивной/полуоболочечной пулей вообще из-за проблем с подачей патронов из магазина в ствол (утыкание). Лучшими боеприпасами для МP5 являются патроны с оболочечной (FMJ) пулей массой 124 гран (8 грамм), использование патронов с легкой пулей массой в 115 гран (7,45 грамма) приводит к сильному падению кучности огня даже на небольшом (свыше 25 метров) расстоянии. Патрон с более тяжелой (больше 9 грамм) пулей или патрон +Р или +Р+ создаёт очень сильную отдачу из-за особенностей затвора и возвратно-боевой пружины, которую в этом случае надо менять на более жесткую, что ещё сильнее ухудшает точность и кучность стрельбы.
- Сравнительно долгая процедура перезарядки оружия полным 30-зарядным магазином. При попытке зарядки полным магазином при закрытом затворе верхние патроны в магазине упираются в затвор с очень большим усилием. Поэтому стандартная процедура перезарядки следующая: нужно оттянуть затвор и поместить рукоятку в паз затворной задержки, затем сменить магазин, после чего снять затвор с задержки нажатием на рукоятку. Данные недостатки свойственны всему оружию на базе винтовки G3. Проблему можно обойти, заряжая магазин на 28 патронов. В этом случае можно пользоваться обычным способом перезарядки.

| Образец                          | MP5 A2/A4          | MP5 A3/A5          | MP5 K/KA4          | MP5KA1/KA5         | MP5 SD1/SD4        | MP5 SD2/SD5        | MP5 SD3/SD6        |
| Патрон                           | 9×19 мм Парабеллум | 9×19 мм Парабеллум | 9×19 мм Парабеллум | 9×19 мм Парабеллум | 9×19 мм Парабеллум | 9×19 мм Парабеллум | 9×19 мм Парабеллум |
| Масса оружия без магазина, кг    | 2,54               | 3,08               | 2                  | 2                  | 2,8                | 3,1                | 3,4                |
| Длина общая, мм                  | 680                | 700                | -                  | -                  | -                  | -                  | 780                |
| Длина со сложенным прикладом, мм | -                  | 550                | 325                | 325                | 550                | -                  | -                  |
| Длина ствола, мм                 | 225                | 225                | 115                | 115                | 146                | 146                | 146                |
| Ширина оружия, мм                | 50                 | 50                 | 60                 | 50                 | 60                 | 60                 | 60                 |
| Высота оружия, мм                | 260                | 260                | 210                | 210                | 210                | 210                | 210                |
| Длина прицельной линии, мм       | 340                | 340                | 260                | 190                | 340                | 340                | 340                |
| Темп стрельбы, выстрелов/мин     | 800                | 800                | 900                | 900                | 800                | 800                | 800                |
| Начальная скорость пули, м/c     | 400                | 400                | 375                | 375                | 285                | 285                | 285                |
| Энергия пули, Дж                 | 650                | 650                | 570                | 570                | 380                | 380                | 380                |

## Варианты и модификации
- МР5 — базовая модель с нескладным прикладом, в 1966 году принятая на вооружение полиции и пограничной стражи ФРГ[5].
- МР5А1 — модель 1966 года с раздвижным телескопическим прикладом.
- МР5А2 — с фиксированным полым пластмассовым прикладом, на котором имеется антабка для крепления ремня.
- МР5А3 — с выдвижным телескопическим прикладом. Ранняя модель, с рифленым цевьём и штампованным из стали корпусом модуля УСМ.
- МР5А4 — развитие MP5A2 с режимом стрельбы «с отсечкой» по 3 патрона.
- МР5А5 — развитие MP5A3 с режимом стрельбы «с отсечкой» по 3 патрона.
- MP5SD — бесшумный вариант образца 1974 года с интегрированным ПБС и перфорированным стволом. Звук выстрела почти не слышно на расстоянии выше 30 м[6].
- MP5K — компактная модификация 1976 года с укороченным стволом и цевьём, оснащённым дополнительной рукояткой для удержания оружия.
- MP5N — модификация 1985 года для ВМС США, ствол дополнительно имеет резьбу для крепления глушителя американского стандарта.
- MP5K-N — компактная модификация 1985 года для ВМС США, ствол дополнительно имеет резьбу для крепления глушителя американского стандарта.
- MP5SF — самозарядный вариант 1986 года для полиции Великобритании и ФБР США[5].
- MP5F — модификация для вооружённых сил Франции.
- MP5K-PDW — модель 1991 года с прикладом, отсутствовавшим на модификации K.
- MP5/10 — вариант под патрон 10mm Auto, выпускался с 1992 по 2000. ФБР закупило 1400 штук[7].
- MP5/40 — вариант под патрон .40 S&W[5], выпускался с 1992 по 2000.
- MP5 MLI — вариант модернизации MP5A5, предложенный в 2013 году (на крышку ствольной коробки и цевьё установлены прицельные планки Пикатинни).
- HK94 — коммерческий самозарядный вариант для продажи в США с удлинённым до 16 дюймов стволом, выпускался с 1983 по 1989.
- SP89 — коммерческий самозарядный вариант MP5K, выпускался с 1989 по 1994.
- SP5K — модернизированный вариант SP89.
- SP5 — модернизированный вариант HK94. В этом варианте отсутствует длинный ствол и приклад.
- МКМ-091 — полуавтоматический карабин под патрон 9×21 мм IMI с постоянным прикладом, несъемным щелевым пламегасителем и магазином на 9 патронов, изготавливается киевским заводом «Маяк» из деталей турецкого производства, сертифицирован как гражданское оружие[8].

Кроме того, немецкая компания German Sport Guns в 2007 году начала выпуск самозарядного карабина GSG-5, представляющего собой упрощённый конструктивный аналог MP5 под патрон .22 LR.
В декабре 2019 года была запущена фирменная гражданская версия под наименованием SP5 с небольшими отличиями и отсутствием возможности ведения огня в автоматическом режиме.

## Эксплуатация и боевое применение

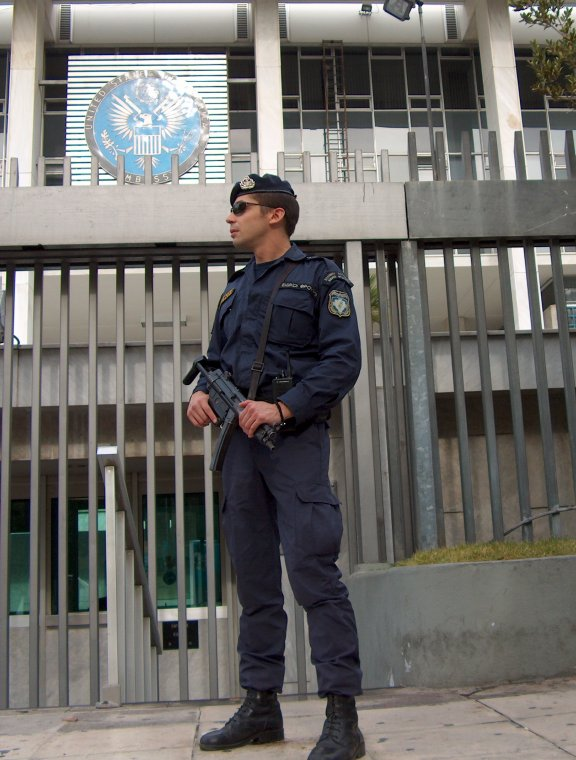
Греческий полицейский с HK MP5 у посольства США в Афинах

По состоянию на 2001 год пистолеты-пулемёты HK MP5 и их модификации были приняты на вооружение и использовались в армиях, полиции и спецслужбах более чем в 50 странах мира. Одним из самых известных эксплуатантов пистолета-пулемета является специальное подразделение американского военно-морского флота — Navy SEALS.
- Австралия — некоторые спецподразделения.
- Австрия — состоит на вооружении спецподразделения EKO Cobra.
- Азербайджан — в 2006—2012 годах в Турции закуплено 270 штук пистолетов-пулемётов MP5 турецкого производства[12]. Используется спецназом[13].
- Беларусь — на вооружении СПБТ «Алмаз»[5], спецподразделения КГБ «Альфа», ОМОН ГУВД Мингорисполкома.
- Бельгия[5] — некоторые спецподразделения.
- Ватикан — MP5A3 используется Швейцарской гвардией.
- Великобритания — для полиции первые 12 шт. были закуплены в 1984 году, в дальнейшем они поступили на вооружение мобильных групп «быстрого реагирования» (на команду из трёх полицейских приходится 3 револьвера и два MP.5), охраны аэропортов и спецподразделений полиции[14], а также подразделения CRW SAS[5].
- Германия — массово производится компанией «Heckler & Koch GmbH» и в наши дни, принят на вооружение ещё во второй половине 1960-х г.г.
- Греция — MP5 производится компанией Hellenic Arms[15].
- Грузия — партия MP5A1 получена из Турции[16].
- Индия — используется армией и спецподразделениями.
- Индонезия — состоит на вооружении спецподразделений.
- Исландия — в 2011 году Норвегия бесплатно передала в виде военной помощи 50 шт. MP.5A2N, которые поступили на вооружение береговой охраны Исландии[17].
- Италия — спецподразделение COMSUBIN военно-морского флота[5] и карабинеры Италии.
- Иран — были замечены на параде бригада на параде.
- Казахстан — MP5 используют различные спецподразделения, MP5K — охранники Байконура.
- Канада — используется Королевским канадским военно-морским флотом и некоторыми другими спецподразделениями.
- Китай — производится копия Norinco NR08.
- Китайская Республика.
- Малайзия — используется армией и спецподразделениями.
- Новая Зеландия — некоторые спецподразделения.
- Норвегия — пистолет-пулемёт MP5 производился в Норвегии с 1984 года по лицензии на заводе Konsberg Vapenfabrikk, и использовался в армии и полиции до 2007 года, после чего был заменен на закупленные в Германии H&K MP7.
- Пакистан — несколько модификаций MP5 по лицензии производятся на предприятии «Wah-1»[18].
- Польша — на вооружении спецподразделений GROM[19], FORMOZA, военной жандармерии, полиции и министерства финансов.
- Португалия — состоит на вооружении спецподразделений.
- Республика Корея — состоит на вооружении спецподразделений.
- Россия — некоторое количество имеется на вооружении разведчастей и подразделений ВДВ и ВМФ, ФСО, также спецподразделениях ФСБ «Альфа» и «Вымпел»[источник не указан 2263 дня].
- Румыния — на вооружении полицейского спецподразделения SIAS[20].
- Сербия — на вооружении антитеррористического спецподразделения PTJ Министерства внутренних дел Сербии[21].
- США — используется рядом спецподразделений.
- Таиланд — используется полицией.
- Турция — производится компанией MKEK, используется гражданской полицией[22].
- Украина — охрана президента, ГУР МО, ЦСО «А» СБУ, Национальная гвардия Украины[уточнить]. Большое количество оружия этого типа ещё до 2014 года было импортировано из Германии, Австрии и Турции, помимо этого также имеется выпуск лицензионных копий, в т.ч под патроны 9*21 IMI и 9*23. Впоследствии активно применялись всеми противоборствующими сторонами с января 2014 года. В марте 2019 года было объявлено о намерении заменить ими находившиеся на вооружении полиции автоматы АКС-74У[23]. В начале мая 2019 года отряд спецназа ГПСУ «Дозор» получил МР-5, в августе 2019 года ещё 2000 шт. MP-5 в т. ч. турецкого выпуска было закуплено для национальной полиции[24].
- Филиппины — на вооружении армии, спецподразделений и полиции.
- Франция — на вооружении спецподразделений морской пехоты, жандармерии и полиции[5].
- Япония — на вооружении Special Boarding Unit[25], Special Assault Team[26], Special Security Team[27], Japanese Special Forces Group (MP5SD6)[28], императорской гвардии[29].

## В популярной культуре
Пистолет-пулемёт HK MP5 и его разнообразные модификации неоднократно показывались в художественных остросюжетных фильмах и неоднократно появлялись в качестве доступного оружия в компьютерных играх.

### Кинематограф
- MP5 и его множество вариантов используются во всех 4 фильмов франшизы «Смертельное оружие»[30]
- В боевике «Крепкий орешек» главный герой большую часть фильма носит при себе MP5[30].
- В корейском сериале «Игра в кальмара» MP5 используется охранниками. В последнем эпизоде второго сезона один из персонажей кратко объясняет, как пользоваться MP5.

### Компьютерные игры
- В игре Half-Life и её дополнении Half-Life: Opposing Force солдаты HECU и чёрные оперативники вооружены модифицированной версией MP5 c подствольным гранатомётом M203[31].
- В серии игр Counter-Strike HK MP5 присутствует под наименованием K&M Sub-Machine Gun (в Counter-Strike: Global Offensive присутствует MP5-SD)[32][33].
- В игре Escape from Tarkov присутствует версия Navy 3 Round Burst[34].
- В игре DayZ представлен MP5K под названием SG5-K.
- В серии игр Grand Theft Auto MP5 присутствует во многих частях игры[35].
- В серии игр S.T.A.L.K.E.R. оружие присутствует под названием «Гадюка-5» с прямым, а не изогнутым магазином[36]. В игре оружие эффективно против бандитов, носящих кожаные плащи, хотя в реальной жизни его пробивной силы не хватает для пробития бронежилетов[37].
- В игре Rust Присутствует версия MP5A4, в игре ее используют боты-ученные. (Также  Изучается по ветке исследования 3 верстака). Оружие обладает отличной скорострельностью и имеет высокую эффективность на дальне-близких дистанциях.  Из-за этих факторов очень популярно среди игроков.

### Прочее
- MP5 присутствует на эмблеме Фракции Красной армии.

## Фотогалерея

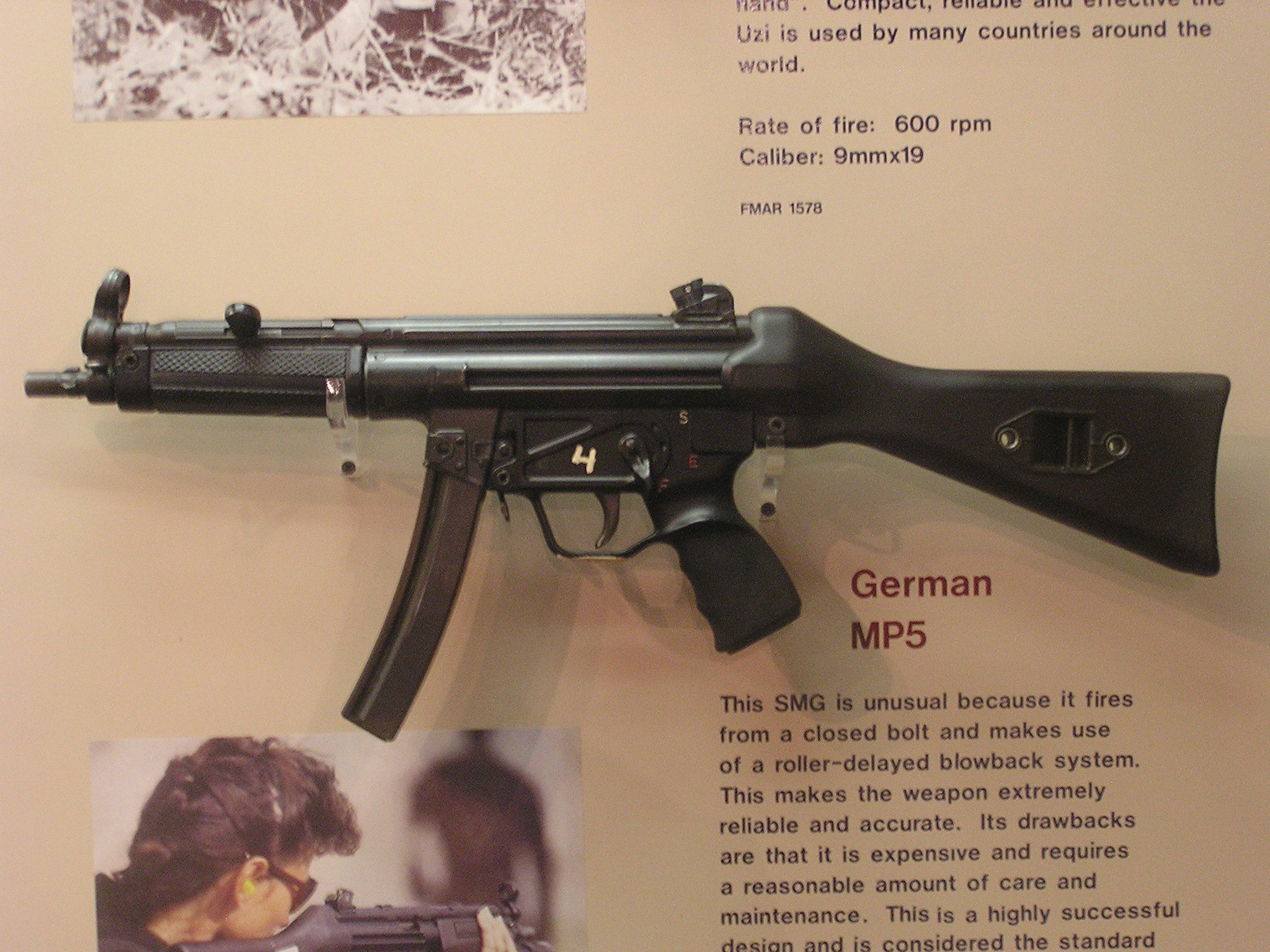
MP5A2
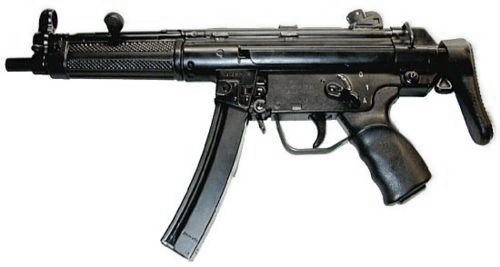
MP5A3
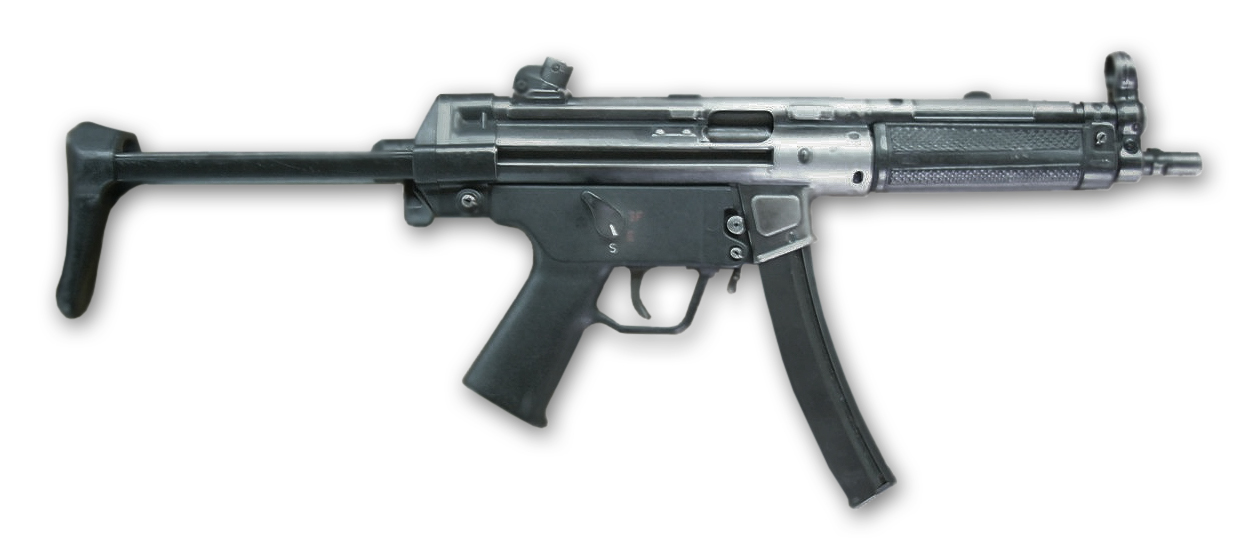
MP5A3
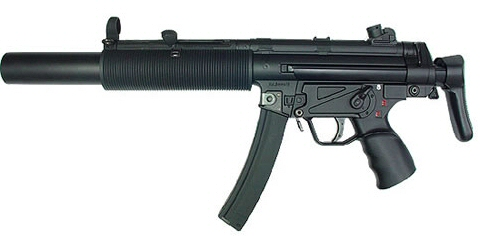
MP5A3 SD — вариант с интегрированным глушителем

## Видео
- Nazarian’s Guns Recognition Guide (FILM) MP5/MP5 With external silencer (.swf)
- Nazarian’s Guns Recognition Guide (FILM) MP5SD With integrated silencer (.MOV)